# Pachyplastis
Pachyplastis är ett släkte av fjärilar. Pachyplastis ingår i familjen nattflyn.
Kladogram enligt Catalogue of Life:
| Pachyplastis | \| \| Pachyplastis apicalis \| \| \| \| \| \| Pachyplastis volana \| \| \| \| |
|              | \| \| Pachyplastis apicalis \| \| \| \| \| \| Pachyplastis volana \| \| \| \| |
|              | Pachyplastis apicalis                                                         |
|              |                                                                               |
|              | Pachyplastis volana                                                           |
|              |                                                                               |